# Mission Hill
Mission Hill (inicialmente conhecida como The Downtowners) é uma série de desenho animado americana, que foi veiculada no canal da TV aberta The WB de 24 de setembro de 1999 a 16 de julho de 2000, e no canal por assinatura Adult Swim de 14 de julho de 2002 a 11 de agosto de 2002. Ainda que dezoito episódios tenham sido planejados, apenas treze foram produzidos. A série foi colocada em hiato pela WB depois de dois episódios, pela baixa audiência. Retornou ao WB no verão de 2000, mas foi cancelado após quatro episódios adicionais. A série, então, desenvolveu um status cult, graças às exibições de todos os treze episódios nos canais Teletoon, Adult Swim e TBS. Mission Hill era antigamente conhecida como The Downtowners, embora a produção da MTV do similarmente Downtown tenha forçado uma mudança de nome.
No Brasil e na América Latina, Mission Hill foi exibido primeiro pelo Warner Channel (hoje WarnerTV) em 2001, junto com outras séries do mesmo gênero da Warner, como Baby Blues. Foi exibido legendado, como quase todo o restante da programação do canal à época. Em 2005, estreou dublado no [adult swim] do Cartoon Network latino e, no ano seguinte, estreou no SBT.

## Enredo
Andy French é um jovem cartunista aspirante que mora no diversificado bairro Mission Hill, da cidade de Cosmopolis. Ele divide um apartamento com seus dois amigos, Jim Kuback, melhor amigo de Andy desde o ensino médio que trabalha numa agencia de publicidade e Posey Tyler, espiritualizada e adeptas de terapias alternativas e cultivar vegetais organicamente, e seu irmão mais novo Kevin, um adolescente que vai morar com Andy depois que seus pais se mudam para o Wyoming. A série lida com as aventuras e desventuras desse quarteto de 20 e poucos anos, rumo a vida adulta, mesmo que lidando com bizarras e insólitas situações.

## Personagens

### Principal
- Andrew "Andy" French - Um jovem de 24 anos em seu terceiro ano consecutivo de "decaída pós-faculdade". Andy é um cartunista aspirante. Do episódio piloto ao oitavo, "Unemployment Part 1, Andy trabalhava em uma loja onde o patrão era um homem lascivo, baixo, mal-humorado e de boca suja que frequentava clubes de strip-tease. De Unemployment, Part 2 a Plan 9 from Mission Hill (incluindo os episódios inacabados Supertool" e "Pretty in Pink), Andy trabalha como artista na mesma agência de publicidade de Jim. Andy é facilmente incomodado por seu irmão mais novo, Kevin, embora tenha sido demonstrado que Andy realmente se preocupa com ele. No entanto, muitas vezes ele tem o hábito de chamar ele e os outros de "babaca".

Ator de voz original: Wallace Langham; Dublagem brasileira: Manolo Rey
- Kevin French - O irmão nerd de Andy, de 17 anos. Kevin foi morar com Andy quando seus pais partiram para o Wyoming, trazendo sua mentalidade suburbana para Mission Hill. Ele espera frequentar a Universidade Yale e se orgulha de suas pontuações no SAT. Ele tem o hábito de "bling-blonging", dizendo "bling blong" uma e outra vez ao fazer lição de casa para abafar qualquer/todas as distrações e é propenso a reagir fortemente a assuntos triviais.

Ator de voz original: Scott Menville; Dublagem brasileira: Felipe Drummond
- James "Jim" Kuback - Com vinte e poucos anos, Jim é o melhor amigo de Andy desde o colegial. Ele é extremamente alto e esguio, com cabelos ruivos e uma barba muito parecida com seu ator, e fala com uma voz profunda e monótona. Jim é um gênio em todas as coisas eletrônicas, seja música eletrônica ou computadores. Ele é maduro e capaz de expressar uma grande variedade de sentimentos, refinando a palavra "Ok". Jim é um agente de publicidade de alta potência que recebe grandes quantias de dinheiro para alterar as campanhas de marketing para apelar para Geração Y.

Ator de voz original: Brian Posehn; Dublagem brasileira: Sérgio Stern
- Posey Tyler - Com 20 e poucos anos, Posey, a quarta companheira de loft, é um pouco uma criança florida e muito preocupada com a saúde e o bem-estar de suas plantas. Ela muitas vezes dá seus legumes para caridade, mas fica chateada quando eles estão danificados. Ela costuma falar rapidamente e em tom nervoso.

Ator de voz original: Scott Menville; Dublagem brasileira: Christiane Monteiro
- Stogie - O golden retriever de Andy, que aparentemente pode engolir e digerir qualquer coisa de álcool até controles remotos. Em um ponto da série, sua principal fonte de comida era comer as almofadas do sofá. Posey afirmou que "há forças obscuras em ação dentro dele", no primeiro episódio.

### Secundário
- Gwen - Com 20 e poucos anos é a namorada de Andy. Gwen completou dois anos de faculdade comunitária antes de mudar para Mission Hill. Ela conheceu Andy trabalhando na loja de Ron, Waterbed World. Algum dia ela gostaria de ser uma pessoa talentosa que atinja seus objetivos e faça uma contribuição séria para a sociedade. Gosta dos Go-Go's.

Ator de voz original: Jane Wiedlin
- Gus Duncz - Homem homossexual com 60 e poucos anos, ele é dono de um restaurante em Mission Hill. Ele é um homem muito grande e corpulento, de temperamento curto e é casado com Wally. De acordo com comentários em áudio pelos produtores, Gus é baseado em Broderick Crawford, embora de acordo com o comentário em áudio para a temporada sete de  The Simpsons, no episódio, Marge Be Not Proud, Bill Oakley e Josh Weinstein afirmam que a inspiração para o personagem era Lawrence Tierney (que dublou o detetive da loja Try-N-Save que pegou Bart roubando em lojas).

Ator de voz original: Nick Jameson
- Wally Langford - Um homem gay de quase 60 anos, Wally é um projecionista no cinema de filme de arte local. Ele é baseado em David Niven. Ele gosta de cinema e música de ragtime. No episódio I Married a Gay Man from Outer Space, é revelado que ele dirigiu um filme na década de 1950 intitulado The Man from Pluto (que parodia Plan 9 from Outer Space), estrelando seu parceiro Gus no papel-título.

Ator de voz original: Tom Kenny
- Natalie Leibowitz-Hernandez - No final dos seus 20 anos. Politicamente correta e intelectualmente bem dotada, Natalie é professora de estudos da mulher na faculdade local. Sensível a preconceitos em nossa cultura, Natalie e seu marido ainda não deram nome ao bebê pois querem ter um significado cultural que reflita suas próprias culturas. Ela é da fé judaica. Ela é uma mãe que suporta financeiramente tanto o "bebê sem nome" quanto com seu "parceiro conjugal" desempregado. O personagem de Natalie foi baseado e modelado na escritora e educadora Lois M. Leveen, uma amiga de longa data dos criadores do programa. Ela fez o teste para a voz de seu próprio personagem, mas a atriz Vicki Lewis estava determinada a ser ainda mais "Lois" do que a própria Lois Leveen, e ela foi escalada para o papel.

Ator de voz original: Vicki Lewis
- Carlos Hernandez-Leibowitz - No final dos seus 20 anos. Ele é um artista esforçado e um "dono-de-casa", fica em casa cuidando do "bebê sem nome", enquanto sua Natalie é quem trabalha. Ao contrário de sua esposa Natalie, Carlos é um cristão, seu trabalho é, às vezes, uma reminiscência de Jackson Pollock, Diego Rivera e Bob Ross. Ele se orgulha de não ter um estilo discernível. Carlos e Natalie têm uma cobra de estimação como resultado de um episódio envolvendo um ataque em um laboratório de testes em animais.

Ator de voz original: Herbert Siguenza
- Toby Mundorf - No final da adolescência e um dos melhores amigos de Kevin em Mission Hill. Sua mãe superprotetora se preocupa muito com ele, já que ele frequentemente sofre de alergias, asma e fome. Um covarde nascido.

Ator de voz original: Josh Weinstein
- George Bang - O outro melhor amigo de Kevin. George trabalha muitas horas depois da escola no mercado de seu pai. George é extremamente competitivo em tudo, desde as provas da escola até jogando videogames. Ele compartilha os mesmos interesses de seus melhores amigos e é particularmente orgulhoso de possuir a coleção completa do jogo de cartas colecionáveis de Babylon 5. Ao contrário de seus amigos Toby e Kevin, seus pais não parecem ser superprotetores, então ele é mais sarcástico e agressivo do que qualquer um deles. George é descendente de coreanos.

Ator de voz original: Bill Oakley
- Ron - Um franco e imoral armênio homem e ex-chefe de Andy (que o detesta). Em "Unemployment, Part 1", Ron foi preso por evasão fiscal e sua loja foi confiscada pelo governo. Ele tem um temperamento extremamente curto e muitas vezes leva sua raiva para seus empregados.

Ator de voz original: Nick Jameson

## Produção
O show foi criado em 1997 por Bill Oakley e Josh Weinstein, ex-produtores executivos de The Simpsons, e o desenhista artístico era Lauren MacMullan. Atuação de voz de Wallace Langham, Scott Menville, Brian Posehn, Vicki Lewis, Nick Jameson, Tom Kenny, Herbert Siguenza, Jane Wiedlin, Tress MacNeille and Lisa Kushell.
Estilisticamente, a série é reconhecível por sua paleta de cores brilhantes e neon, e apresenta uma mistura peculiar de animação moderna e desenhos "cartunescos" tradicionais (linhas tracejadas vindo dos olhos para indicar a linha de visão, raios vermelhos em torno de um ponto com dor). O estilo foi feito para ser uma reminiscência de desenhos animados da Warner Bros da década de 1930 a 1950, bem como desenhos animados de Hanna-Barbera de 1960. Os designs foram feitos por Lauren MacMullan, que cita a série cômica Eightball como sua fonte de inspiração para seu design geral.

## Episódios
Treze episódios do show foram produzidos, enquanto outros cinco foram escritos, mas nunca concluídos. O Animatics (animação preliminar) para alguns desses episódios estavam em produção no momento do cancelamento do show. Foi planejado colocar esses animatics no DVD da série, mas isso nunca aconteceu. No entanto, vários dos animatics - incluindo um vídeo animado completo e áudio sincronizado do episódio "Pretty in Pink" (Crap Get In Your Eyes) - foram lançados em vários sites da Internet.

### Episódios produzidos
| Nº | Título                                                                         | Direção                 | Roteiro                        | Exibição original                   | Código de produção |
| --- | ------------------------------------------------------------------------------ | ----------------------- | ------------------------------ | ----------------------------------- | ------------------ |
| 1 | "Pilot (or The Douchebag Aspect)"                                              | Lauren MacMullan        | Bill Oakley & Josh Weinstein   | 24 de setembro de 1999              | 3950-01            |
| Andy French, um cartunista aspirante que trabalha em uma loja de colchões d'agua dirigida por um homem do Leste Europeu desprezível e ambíguo chamado Ron, é forçado a aceitar seu irritadiço irmão Kevin, depois que os pais de Andy decidem se mudar para Wyoming e não levar Kevin com eles. Músicas: Burning Flies de Looper, Couldn't You Wait (versão acústica) de Silkworm, Don't Let the Bastards Grind You Down de The Toasters, Rude Boy Rock de Lionrock.                                                                                            |                                                                                |                         |                                |                                     |                    |
| 2 | "Andy Joins the PTA (or Great Sexpectations)"                                  | Gary McCarver           | Andrew Kreisberg               | 26 de maio de 2002 (no Adult Swim)  | 3950-02            |
| Quando Andy comparece à reunião de pais e professores de Kevin, em vez da mãe e do pai, ele se junta ao PTA para impressionar o professor de inglês de Kevin. Enquanto isso, Kevin fica obcecado com um RPG on-line. Músicas: Machete de Moby, Do That Thing de The Halo Benders, Major Leagues de Pavement. |                                                                                |                         |                                |                                     |                    |
| 3 | "Kevin's Problem (or Porno for Pyro)"                                          | Tricia Garcia           | J. David Stem & David N. Weiss | 8 de outubro de 1999                | 3950-03            |
| Kevin enfrenta um dilema moral quando dois valentões (Griffo e C-Dog) são culpados por incendiar o mercado Mission Hill, que foi um acidente que Kevin causou depois de tentar esconder uma revista pornográfica depois que um dos valentões o flagrou masturbando para isso. Enquanto isso, Jim volta do Japão usando shorts curtos Day-Glo, que se torna popular entre todos (exceto Andy). |                                                                                |                         |                                |                                     |                    |
| 4 | "Andy Vs. The Real World (or The Big-Ass Viacom Lawsuit)"                      | Christian Roman         | Ben Kull                       | 9 de junho de 2000                  | 3950-04            |
| Kevin descobre uma coletânea de vídeos antigos narrando a época em que o reality show The Real World da MTV, filmou uma temporada em Mission Hill - e como Andy se tornou parte do elenco depois que um dos companheiros de casa foi atropelado por um ônibus. Músicas: Ape Self Prevails in Me Still de Quasi, Everybody Hurts de R.E.M., Begin de Lambchop, Bad Boys de Inner Circle, "Who's Afraid of Elizabeth Taylor" de Joana d'Arc. |                                                                                |                         |                                |                                     |                    |
| 5 | "Andy and Kevin Make a Friend (or One Bang for Two Brothers)"                  | Mike Kim                | Michael Panes                  | 25 de junho de 2000                 | 3950-05            |
| Kevin e Andy lutam pelas afeições da irmã de George. Enquanto isso, Gus é esfaqueado na cabeça e Wally pede que ele vá ao hospital para remover a faca. Músicas: Ape Self Prevails in Me Still de Quasi, Everybody Hurts de R.E.M., Begin de Lambchop, Who's Afraid de Elizabeth Taylor de Joan of Arc, Sideshow de The Wake, Dying Culture de Wumpscut. |                                                                                |                         |                                |                                     |                    |
| 6 | "Andy Gets a Promotion (or How to Get Head in Business Without Really Trying)" | Dominic Polcino         | Michael Panes                  | 9 de julho de 2000                  | 3950-06            |
| Depois de ter seu trabalho rejeitado por quase todas as revistas, Andy decide abandonar seus sonhos como cartunista e se tornar assistente de Ron na loja de colchões, o que muda a personalidade de Andy para pior. Músicas: Blue Monday de New Order, "Do You Really Want to Hurt Me" de Culture Club, "Le Freak" de Chic. |                                                                                |                         |                                |                                     |                    |
| 7 | "Kevin Vs. the SAT (or Nocturnal Admissions)"                                  | Ilya Skorupsky          | J. David Stem & David N. Weiss | 2 de julho de 2000                  | 3950-07            |
| Kevin e seus amigos trabalham furiosamente para decifrar o código de pontuação perfeita nos SATs depois de saber que as escolas da Ivy League não estão aceitando alunos, a menos que tenham pontuação perfeita no SAT ou estejam envolvidas em atividades extracurriculares. Enquanto isso, Posey anuncia seus serviços de massagem em um jornal - que a coloca em apuros com um cafetão local. |                                                                                |                         |                                |                                     |                    |
| 8 | "Unemployment Part 1 (or Brother's Big Boner)"                                 | Scott Alberts           | Robin Stein                    | 16 de julho de 2000                 | 3950-08            |
| Andy, que acabou de explodir a pensão de seus pais em um órgão em uma tentativa desesperada de se divertir sem se embebedar ou fazer sexo, se vê desempregado quando Ron é preso por sonegação de impostos e a loja de colchões d'água é tomada pelo governo. Quando Andy não consegue manter um emprego, Kevin vai até Ron para assinar um formulário que ativa o pagamento de desemprego de Andy - e se torna o dono do Ferraro de Ron. Músicas: "Sundown" de Gordon Lightfoot, "In-A-Gadda-Da-Vida" de Iron Butterfly                                        |                                                                                |                         |                                |                                     |                    |
| 9 | "Unemployment Part 2 (or Theory of the Leisure Ass)"                           | Michael Dante DiMartino | Aaron Ehasz                    | 14 de julho de 2002(no Adult Swim)  | 3950-09            |
| Depois de ficar semanas em casa comendo Bugles e se embebedando, Andy descobre que Jim tem um emprego - como executivo de alta cargo em uma agência de publicidade e decide deixar de ser um preguiçoso e voltar à força de trabalho. Músicas: "Supermarket" de Clemek (da trilha sonora de "Run Lola Run"), "The Spark that Bled" de The Flaming Lips, "9 to 5" de Dolly Parton, Urban Gentleman de The Jim Ruiz Group. |                                                                                |                         |                                |                                     |                    |
| 10 | "Kevin Finds Love (or Hot for Weirdie)"                                        | Cynthia Wells           | Dan McGrath                    | 21 de julho de 2002(no Adult Swim)  | 3950-10            |
| Kevin pergunta a Eunice Eulmeyer (Jennifer Jason Leigh), a garota mais estranha de sua escola, na esperança de que seu famoso pai cientista lhe escreva uma carta de recomendação para a Universidade Yale. Enquanto isso, Andy, Jim e Posey não têm acesso a uma nova boate, o que os levou a criar sua própria boate. Músicas: Yo Yo de Basement Jaxx, Phalanx de Jega, Yakety Sax, Breaking the Law de Judas Priest. |                                                                                |                         |                                |                                     |                    |
| 11 | "Stories of Hope and Forgiveness (or Day of the Jackass)"                      | Christian Roman         | Dan McGrath                    | 28 de julho de 2002                 | 3950-11            |
| Andy é convidado para o Grammy pela atriz Becca Michelle Butterfield; Posey medita em uma tentativa de encontrar o nirvana; e Kevin se envolve em um protesto quando a notícia de uma crise internacional chega. Músicas: Arctic Cat de The Gloria Record. |                                                                                |                         |                                |                                     |                    |
| 12 | "Happy Birthday, Kevin (or Happy Birthday, Douchebag)"                         | Mike Kim                | Rob Schwartz & Rich Siegel     | 4 de agosto de 2002(no Adult Swim)  | 3950-12            |
| O aniversário de Kevin está chegando e, agora que ele não está em casa com sua família, ele se torna deprimido e infeliz. Enquanto isso, Natalie traz para casa uma jiboia de um ataque de testes em animais, e Carlos se preocupa que a jiboia atacará seu bebê. Músicas: Unsung de Helmet, Everloving de Moby, Cherry Pie de Warrant. |                                                                                |                         |                                |                                     |                    |
| 13 | "Plan 9 from Mission Hill (or I Married a Gay Man from Outer Space)"           | Jim Shellhorn           | Dan McGrath                    | 11 de agosto de 2002(no Adult Swim) | 3950-13            |
| Kevin fica fascinado com filmes clássicos quando se esgueira em um teatro local para assistir Midnight Cowboy, sob a suposição de que é um filme pornô por causa de sua classificação "X" e descobre um filme B perdido que Wally dirigiu na década de 1950. Músicas: Everybody's Talkin de Harry Nilsson, Midnight Cowboy de John Barry, Requiem de Soprano, Mezzo Sprano, dois coros e orquestra de György Ligeti interpretados pela orquestra de rádio da Baviera e dirigidos por Francis Travis é tocada como Kevin assiste ao filme 2001: A Space Odyssey. |                                                                                |                         |                                |                                     |                    |

### Episódios não finalizados
| Nº | Título                                                                     | Código de produção |
| --- | -------------------------------------------------------------------------- | ------------------ |
| 14 | "Meditations on a Career in Advertising (or Supertool)"                    | 3950-14            |
| Andy e Jim trabalham juntos na conta "Chef-A-Rooni" na agência de publicidade, mas Jim acaba recebendo crédito por isso. Enquanto isso, Kevin, Toby e George compram um sofisticado Port-A-Potty depois que Griffo, C-Dog e Phat Ass assumem o controle do quarto dos meninos. |                                                                            |                    |
| 15 | "To Grandmother's House We Go (or Freaky Weekend in the Crappy Crudwagon)" | 3950-15            |
| Andy, Kevin, Jim e Posey fazem uma viagem no Memorial Day Weekend até a casa da avó de Kevin, mas Andy tranca Kevin no porta-malas. Eventualmente, surge uma discussão entre Andy, Posey e Kevin sobre se devem ou não ir a um cassino indiano, à casa da avó de Kevin ou a um grande campo de girassóis. Enquanto isso, Gus e Wally cuidam de Stogie. Músicas: Karma Chameleon do Culture Club é a única música conhecida usada no episódio, como um clipe de animação da Internet com o que teria sido a trilha sonora em si. O resto do animatic não foi liberado para o público. O roteiro menciona muitas músicas dos anos 1980 sendo usadas, já que todas as estações de rádio estão tocando música dos anos 80 durante o final de semana. |                                                                            |                    |
| 16 | "Pretty in Pink (or Crap Gets in Your Eyes)"                               | 3950-16            |
| O relacionamento de Andy e Gwen passa por um período difícil após Gwen terminar com Andy e Andy dorme embriagado com a assistente de Jim, Stacie, que ama Jim e também só dormiu com Andy porque estava bêbada. |                                                                            |                    |
| 17 | "Death of a Yale Man (or Premature Metriculation)"                         | 3950-17            |
| Toby e George acham que Kevin está morrendo depois que ele vem para a escola careca (que era o Kevin tentando se livrar de um corte de cabelo ruim) e decidem pedir ao chefe da Universidade de Yale para deixar Kevin entrar como seu último desejo. Enquanto isso, Andy e Jim revidam contra os motoristas de SUV yuppies que continuam cortando-os no trânsito. |                                                                            |                    |
| 18 | "Bye Bye Nerdy (or I Was a Teenage Porn Star)"                             | 3950-18            |
| Kevin acidentalmente aparece no fundo de um filme pornô sendo filmado no prédio. Quando seus pais descobrem isso, eles forçam Kevin a se mudar com eles para Wyoming, apenas para descobrir que ter Kevin por perto está matando o romance deles. |                                                                            |                    |

## Mission Hill e Cosmopolis
O show acontece em um distrito chamado Mission Hill. Mission Hill é um bairro diversificado em uma cidade muito maior chamada Cosmopolis. Cosmópolis é retratada como uma grande metrópole urbana moderna semelhante à cidade de Nova York ou Chicago. O site oficial afirma que Mission Hill é uma mistura de Mission Hill em Boston (a apenas alguns quilômetros de onde o criador Bill Oakley foi para a faculdade), o distrito de Mission em San Francisco. Silver Lake em Los Angeles, Wicker Park em Chicago e Williamsburg em Brooklyn. A localização exata de Cosmópolis nunca foi revelada, pois é uma mistura das cidades da costa leste e costa oeste dos Estados Unidos . A maior parte da série acontece no bairro de Mission Hill, embora os arranha-céus do centro de Cosmópolis sejam vistos ao fundo. Nos comentários do DVD, Josh Weinstein diz que uma grande parte do desenvolvimento do show foi gasto desenvolvendo Mission Hill em uma cidade funcional, embora fictícia. Escritores e animadores trabalharam juntos para criar anúncios fictícios, bandas, alimentos e até horários de ônibus.

## Lançamento em DVD
Warner Home Video lançou todos os 13 episódios completos no DVD, em 29 de novembro de 2005. A coleção substituiu parte da trilha sonora original por músicas stock, o mais evidente é "Everybody Hurts" do R.E.M. no episódio Andy Vs. The Real World.

## Prêmios
Mission Hill recebeu em 2000 o "Pulcinella Award" de "Best Series for All Audiences" (Melhor Série para Todos os Públicos); o prêmio citou o "design estilizado e abordagem honesta das questões sexuais e morais".
O show recebeu bastante atenção da "Gay and Lesbian Alliance Against Defamation" (GLAAD) por seu retrato positivo de um relacionamento gay. Ajudaram a promover o show, mostrando um clipe de Gus e Wally no GLAAD Awards.